# Linia kolejowa Fürth – Würzburg
Linia kolejowa Fürth–Würzburg – niemiecka magistrala kolejowa w północnej Bawarii, łącząca Fürth z Würzburgiem. 
Linia jest obsługiwana przez pociągi Regional-Express, wiele pociągów towarowych i Intercity-Express.